# Mary Brian
Mary Brian, geboren als Louise Byrdie Dantzler (Corsicana, 17 februari 1906 - Del Mar, 30 december 2002) was een Amerikaanse actrice.

## Levensloop
Brian werd geboren als dochter van Taurrence J. Dantzler (1869-1906) en Louise B. (1876-1973). Haar oudere broer was Taurrence J. Dantzler, Jr. (1903-1973).
Toen haar vader een maand na haar geboorte op 18 maart 1906 stierf, verhuisde de familie naar Dallas. Begin jaren '20 verhuisde de familie naar Long Beach, waar ze werd ontdekt in een schoonheidswedstrijd. Een van de juryleden was actrice Esther Ralston.
Brian won de wedstrijd niet maar Ralston regelde voor haar wel een interview met regisseur Herbert Brenon. Hij gaf haar de rol van Wendy in de film "Peter Pan" (1924).
Al snel kreeg ze de bijnaam "The Sweetest Girl in Pictures". Haar volgende bekende film was die in MGM's "Brown of Harvard" (1926). Vervolgens werd ze geselecteerd als een van de WAMPAS Baby Stars. In haar tijd bij Paramount Pictures was ze in meer dan veertig films te zien.
Haar overgang naar de geluidsfilm in 1928 was succesvol. Ze was in 1929 in een van de eerste westerns met geluid te zien, "The Virginian" waarin ze tegenover Gary Cooper, Walter Huston en Richard Arlen speelde.
Haar contract bij Paramount Pictures liep af in 1932. Ze was vervolgens in films van verschillende studio's te zien en ging ook de vaudeville in. In 1936 verhuisde ze naar Engeland om daar films te maken. Ze ging vrijaf tussen 1937 en 1943 en ging daarna spelen in onder meer "The Captain from Köpenick" (ook bekend als I Was a Criminal of Passport to Heaven), "Calaboose", "I Escaped from the Gestapo" (1943) en "Dragnet" (1947). In 1954 speelde ze mee in de televisieserie Meet Corliss Archer. Daarna stopte ze met acteren en ging haar hobby portret schilderen oppakken.
Ze heeft een ster aan de Hollywood Walk of Fame.
Mary Brian overleed eind 2002 op 96-jarige leeftijd in Del Mar Californië en werd begraven op het beroemde Forest Lawn Memorial Park.

## Filmografie (selectie)
- 1924: Peter Pan
- 1926: Brown of Harvard
- 1926: Beau Geste
- 1927: Running Wild
- 1929: The Man I Love
- 1929: The Virginian
- 1930: Only the Brave
- 1930: Paramount on Parade
- 1930: The Royal Family of Broadway
- 1931: The Front Page
- 1932: Blessed Event
- 1933: Hard to Handle
- 1933: Girl Missing
- 1933: The World Gone Mad
- 1933: Moonlight and Pretzels
- 1935: Charlie Chan in Paris
- 1935: Man on the Flying Trapeze
- 1936: Romance and Riches

- Bibliothèque nationale de France: cb14671028t (data)
- Gemeinsame Normdatei: 1061795144
- International Standard Name Identifier: 0000 0001 1628 9441
- Library of Congress Control Number: n87916725
- Nationale Bibliotheek van Israël: 987008729598705171
- SNAC: w6m62rh2
- Système universitaire de documentation: 121118916
- Virtual International Authority File: 42102779
- WorldCat: E39PBJgMBWyy46wWTRQxHkxqwC